# Adanero
Adanero là một đô thị ở tỉnh Ávila, Castile và León, Tây Ban Nha. Theo điều tra dân số năm 2004 của (INE), đô thị này có dân số 326 người.
Adanero nằm ở độ cao 911 m trên mực nước biển, cách tỉnh lỵ Ávila 40 km và nằm giữa cây số 109 và 110 của đường cao tốc N-6 từ Madrid-A Coruña. Diện tích đô thị này là 31 km².